# Arapatiella
Arapatiella là một chi thực vật có hoa trong họ Đậu.